# Laversine
Laversine ist eine französische Gemeinde mit 156 Einwohnern (Stand: 1. Januar 2022) im Département Aisne in der Region Hauts-de-France. Sie gehört zum Arrondissement Soissons und zum Kanton Vic-sur-Aisne.

## Geographie
Die Gemeinde liegt Laversine am Flüsschen Retz. Nachbargemeinden von Laversine sind Saint-Bandry im Norden, Ambleny im Nordosten, Cutry im Südosten, Cœuvres-et-Valsery im Süden,  Mortefontaine im Südwesten sowie Montigny-Lengrain im Westen.

## Bevölkerungsentwicklung
| Jahr                       | 1962 | 1968 | 1975 | 1982 | 1990 | 1999 | 2006 | 2013 | 2022 |
| -------------------------- | ---- | ---- | ---- | ---- | ---- | ---- | ---- | ---- | ---- |
| Einwohner                  | 121  | 83   | 84   | 69   | 84   | 99   | 135  | 163  | 156  |
| Quellen: Cassini und INSEE |      |      |      |      |      |      |      |      |      |

## Sehenswürdigkeiten

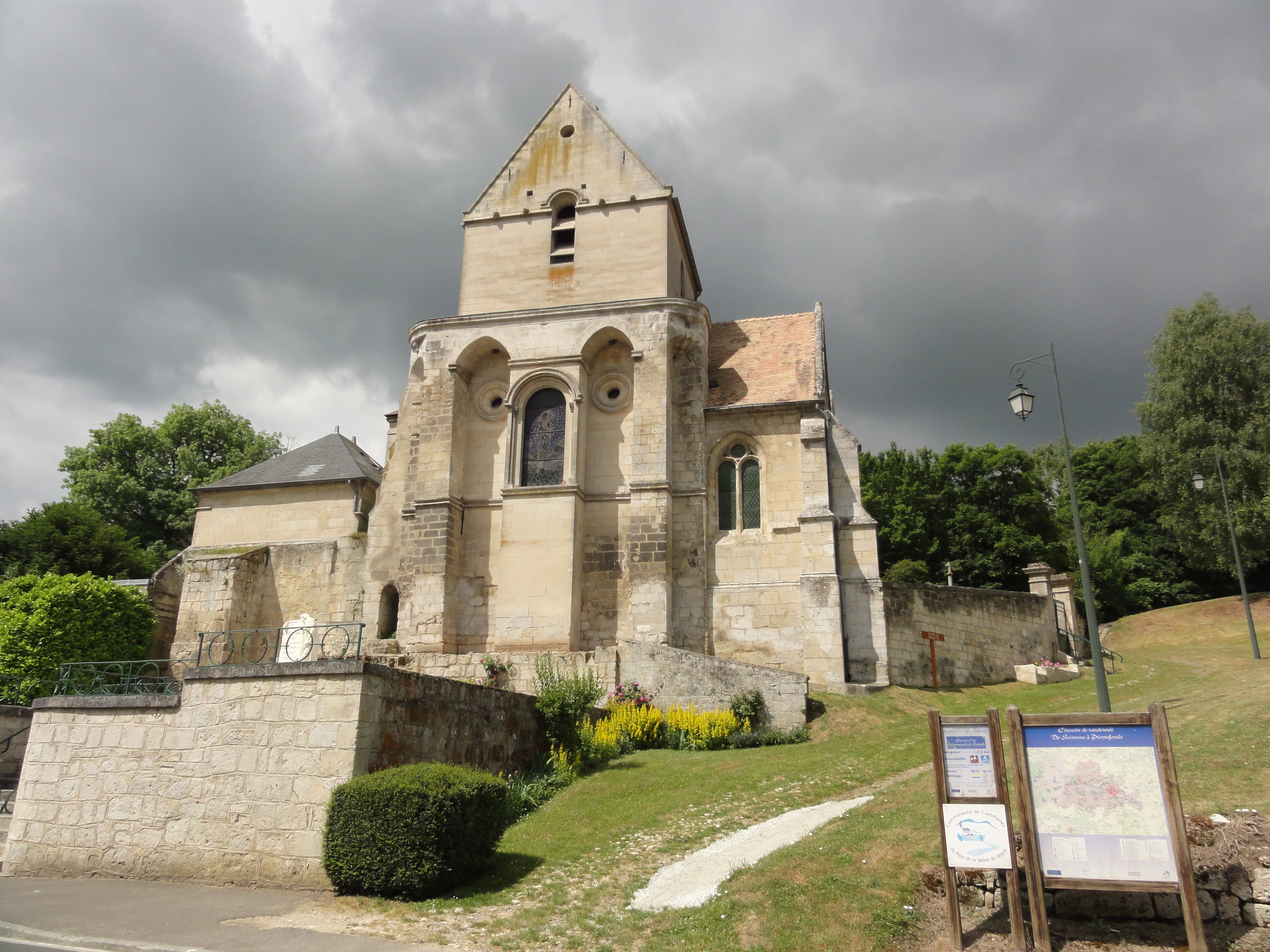
Kirche Saint-Laurent
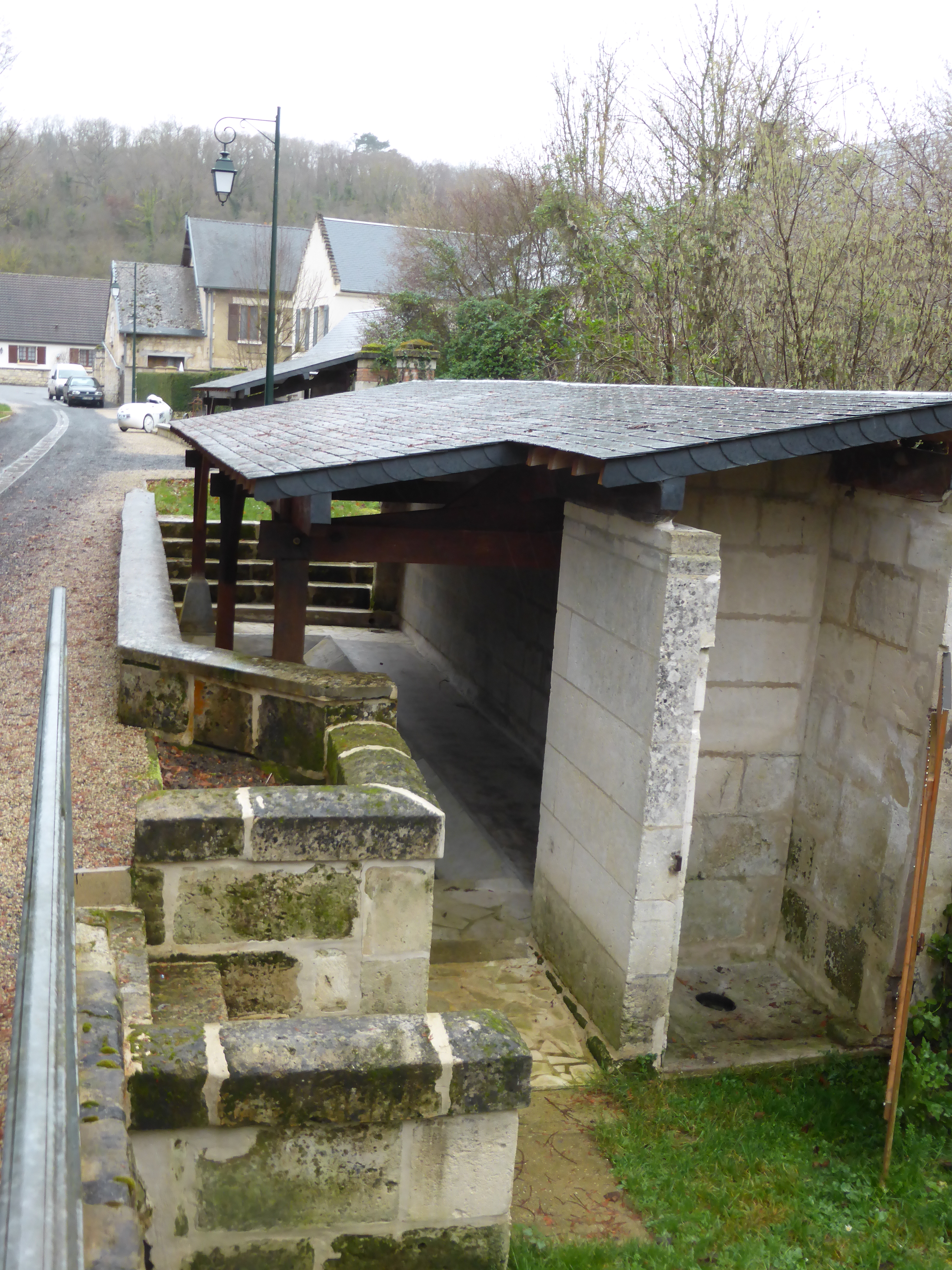
Lavoirs
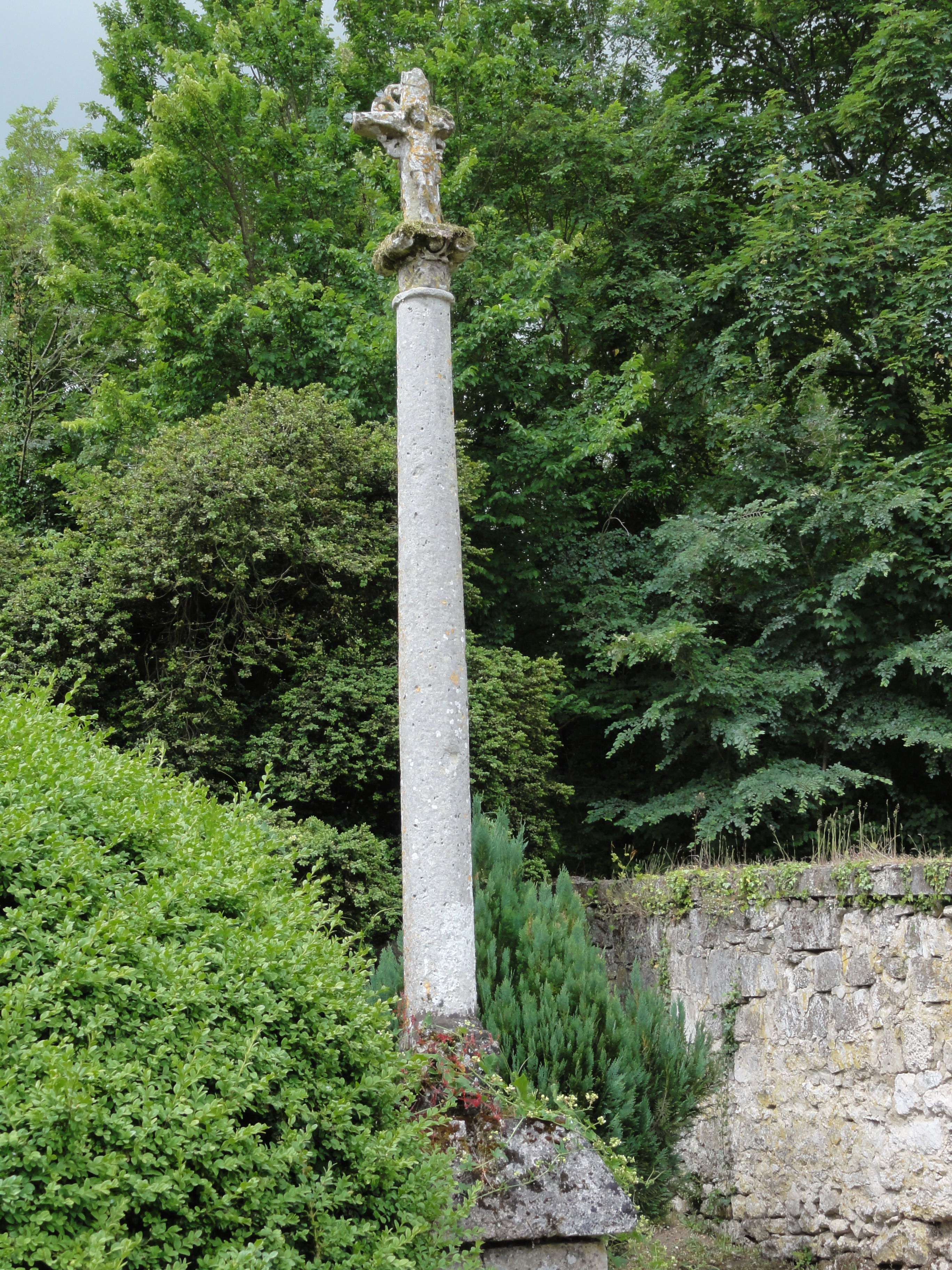
Friedhofskreuz
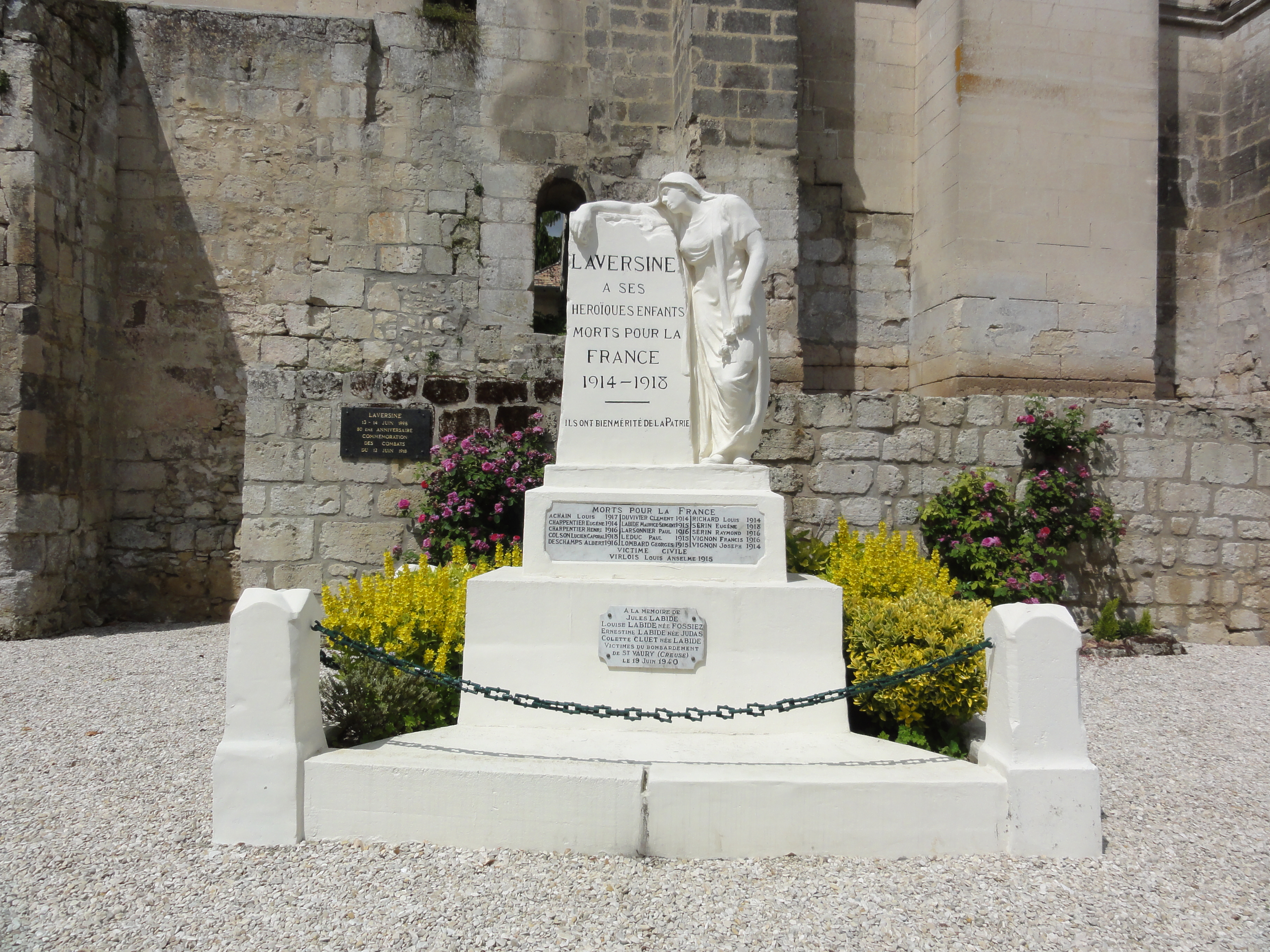
Gefallenendenkmal

- Kirche Saint-Laurent
- Lavoirs
- Friedhofskreuz
- Gefallenendenkmal